# Bắc Tiên Hưng, Hưng Yên
Bắc Tiên Hưng là một xã thuộc tỉnh Hưng Yên, Việt Nam.

## Địa lý
Xã Bắc Tiên Hưng nằm ở phía nam của tỉnh Hưng Yên, có vị trí địa lý:
- Phía đông giáp xã Đông Hưng.
- Phía tây giáp xã Thần Khê và xã Tiên Hưng.
- Phía nam giáp xã Đông Tiên Hưng.
- Phía bắc giáp xã Quỳnh An và xã Nguyễn Du.

## Lịch sử
Ngày 16 tháng 6 năm 2025, Ủy ban Thường vụ Quốc hội ban hành Nghị quyết số 1666/NQ-UBTVQH15 về việc sắp xếp các đơn vị hành chính cấp xã của tỉnh Hưng Yên năm 2025. Theo đó, sắp xếp toàn bộ diện tích tự nhiên, quy mô dân số của các xã Liên An Đô, Lô Giang, Mê Linh và Phú Lương thành xã mới có tên gọi là xã Bắc Tiên Hưng.